# Lutas nos Jogos Pan-Americanos de 2023 - Livre até 97 kg masculino
A categoria livre até 87 kg masculino das lutas nos Jogos Pan-Americanos de 2023 foi disputada em 1 de novembro de 2023 no Centro de Treinamento Olímpico, em Ñuñoa. Um total de 9 lutadores, cada um representando um Comitê Olímpico Nacional (CON), participaram do evento.

## Medalhistas
| Ouro   | USA Kyle Snyder                        |
| Prata  | CUB Arturo Silot                       |
| Bronze | CAN Nishan Randhawa VEN Cristian Sarco |

## Resultados
A competição foi realizada em um único dia até a definição dos medalhistas:

### Fase eliminatória
|  | Oitavas de final    | Oitavas de final    | Oitavas de final |  |  | Quartas de final      | Quartas de final      | Quartas de final   |   |                  | Semifinal        | Semifinal       | Semifinal |  |  | Final | Final | Final |
|  |                     |                     |                  |  |  |                       |                       |                    |   |                  |                  |                 |           |  |  |       |       |       |
|  |                     |                     |                  |  |  |                       |                       |                    |   |                  |                  |                 |           |  |  |       |       |       |
|  |                     |                     |                  |  |  | USA Kyle Snyder       | USA Kyle Snyder       | 10                 |   |                  |                  |                 |           |  |  |       |       |       |
|  | ARG Ricardo Báez    | ARG Ricardo Báez    | 4                |  |  | CAN Nishan Randhawa   | CAN Nishan Randhawa   | 0                  |   |                  |                  |                 |           |  |  |       |       |       |
|  | CAN Nishan Randhawa | CAN Nishan Randhawa | 14               |  |  |                       |                       |                    |   | USA Kyle Snyder  | USA Kyle Snyder  | 10              |           |  |  |       |       |       |
|  |                     |                     |                  |  |  |                       | CRC Maxwell Lacey     | CRC Maxwell Lacey  | 0 |                  |                  |                 |           |  |  |       |       |       |
|  |                     |                     |                  |  |  | DOM Luis Miguel Pérez | DOM Luis Miguel Pérez | 6                  |   |                  |                  |                 |           |  |  |       |       |       |
|  |                     |                     |                  |  |  | CRC Maxwell Lacey     | CRC Maxwell Lacey     | 8F                 |   |                  |                  |                 |           |  |  |       |       |       |
|  |                     |                     |                  |  |  |                       |                       |                    |   |                  | USA Kyle Snyder  | USA Kyle Snyder | 14        |  |  |       |       |       |
|  |                     |                     |                  |  |  |                       | CUB Arturo Silot      | CUB Arturo Silot   | 4 |                  |                  |                 |           |  |  |       |       |       |
|  |                     |                     |                  |  |  | CHI Matías Uribe      | CHI Matías Uribe      | 0                  |   |                  |                  |                 |           |  |  |       |       |       |
|  |                     |                     |                  |  |  | CUB Arturo Silot      | CUB Arturo Silot      | 11                 |   |                  |                  |                 |           |  |  |       |       |       |
|  |                     |                     |                  |  |  |                       |                       |                    |   | CUB Arturo Silot | CUB Arturo Silot | 5               |           |  |  |       |       |       |
|  |                     |                     |                  |  |  |                       | VEN Cristian Sarco    | VEN Cristian Sarco | 0 |                  |                  |                 |           |  |  |       |       |       |
|  |                     |                     |                  |  |  | VEN Cristian Sarco    | VEN Cristian Sarco    | 12                 |   |                  |                  |                 |           |  |  |       |       |       |
|  |                     |                     |                  |  |  | COL Carlos Angulo     | COL Carlos Angulo     | 1                  |   |                  |                  |                 |           |  |  |       |       |       |
|  |                     |                     |                  |  |  |                       |                       |                    |   |                  |                  |                 |           |  |  |       |       |       |

### Repescagem
|  | Disputa pelo bronze |                     |   |
|  |                     |                     |   |
|  | CAN Nishan Randhawa | CAN Nishan Randhawa | 7 |
|  | CRC Maxwell Lacey   | CRC Maxwell Lacey   | 6 |

|  | Disputa pelo bronze |                    |    |
|  |                     |                    |    |
|  | CHI Matías Uribe    | CHI Matías Uribe   | 0  |
|  | VEN Cristian Sarco  | VEN Cristian Sarco | 10 |